# Lotofoa
Lotofoa es la capital del distrito de Foa, en Tonga. Tiene una población de 410 habitantes en 2021.